# James Patrick Shannon
James Patrick Shannon (South Saint Paul, 16 de fevereiro de 1921 – Wayzata, 28 de agosto de 2003) foi um bispo católico estadunidense, que renunciou ao ministério em protesto contra a publicação da encíclica Humanae Vitae pelo papa Paulo VI em 1968.

## Obra
- Shannon, James P. Relunctant Dissenter: An Autobiography, 1968.